# Gabriele Bino
Gabriele Bino (Génova, 13 de mayo de 1991) es un deportista italiano que compite en esgrima, especialista en la modalidad de espada. En los Juegos Europeos de Bakú 2015 obtuvo una medalla de bronce en la prueba por equipos.

## Palmarés internacional
| Juegos Europeos | Juegos Europeos   | Juegos Europeos   | Juegos Europeos    |
| Año             | Lugar             | Medalla           | Prueba             |
| --------------- | ----------------- | ----------------- | ------------------ |
| 2015            | Bakú (Azerbaiyán) | Medalla de bronce | Espada por equipos |